# Жузе, Анастасия Пантелеймоновна
Анастаси́я Пантелеймоновна Жузе (18 [31] июля 1905, Казань — 12 сентября 1981, Москва) — советский гидробиолог, микропалеонтолог, диатомолог, доктор географических наук, лауреат Сталинской премии.

## Биография
Родилась 18 (31) июля 1905 года в Казани. Отец, Пантелеймон Крестович Жузе, — арабист, лингвист, полиглот, родом из Иерусалима. Мать — Людмила Лаврентьевна (в девичестве Зуева), из купеческой семьи.
Училась в гимназии в Казани.
В 1920 году, спасаясь от Гражданской войны и голода, их семья перебралась в город Баку.
В 1929 году Анастасия Жузе окончила естественное отделение физико-математического факультета Бакинского университета. Из-за отсутствия в Баку вакансий по своей специальности («гидробиология») некоторое время работала в библиотеке.
В 1930 году благодаря знакомству со специалистом по фитопланктону И. А. Киселёвым получила приглашение в Ленинградский Центральный научно-исследовательский геологоразведочный институт. Работала в микропалеоботанической лаборатории, проводила исследования флоры водоемов Центральной России, Среднего Урала и Зауралья (1931—1937).
Участница первых в практике мировой микропалеонтологии опытов применения диатомового анализа для восстановления истории современных водоемов.
В 1935 году вышла замуж за К. К. Маркова, в 1937 году семья переехала в Москву.
В 1939 году защитила в ЛГУ кандидатскую диссертацию на тему «Значение диатомовых для палеографических реконструкций».
В 1942—1943 годах работала в Институте географии АН СССР, была в эвакуации.
В 1944—1951 годах выполняла договорные работы в МГРИ, ВСЕГЕИ, Уральском геологическом управлении.
С 1951 года старший научный сотрудник Института океанологии АН СССР, возглавляла микропалеонтологическую группу в отделе геологии океана.
В 1959 году защитила докторскую диссертацию по теме «Стратиграфия донных отложений и палеогеография дальневосточных морей и северо-западной части Тихого океана (По данным диатомового анализа)».
Скончалась 12 сентября 1981 года, похоронена в Москве на Кунцевском кладбище.

## Награды и премии
- 1951 — Сталинская премия в области науки первой степени (200 000 рублей), биологические науки, в коллективе авторов: Порецкий, Вадим Сергеевич, д. б. н., Шешукова, Валентина Сергеевна, доцент, Киселёв, Иван Александрович, профессор ЛГУ имени А. А. Жданова, Прошкина, Анастасия Ивановна, ст. н. с. БИАН имени В. Л. Комарова, Жузе, Анастасия Пантелеймоновна, к. г. н., Забелина, Мария Михайловна, альголог, — за научный труд в 3 томах «Диатомовый анализ» (1949—1950).

## Семья
Муж — (с 15 апреля 1932) — Марков, Константин Константинович, географ, академик АН СССР.
- Дмитрий (род. 1938—1942), Алёна (1939—1942), погибли во время войны в эвакуации в городе Алма-Ата.
- Анастасия (род. 1943) — географ, палеонтолог[8].